# Chomýž
Chomýž (in tedesco Komeisch) è un comune della Repubblica Ceca facente parte del distretto di Kroměříž, nella regione di Zlín.